# Атлас (холдинг)
Биомедицинский холдинг «Атлас» (Atlas Biomed — в странах Европы) — международная компания с представительствами в России, Великобритании и Японии. Специализируется на разработке инструментов персонализированной медицины. Холдинг основан в Москве в 2013 году.
На 2021 год российская часть холдинга включает в себя компании ООО «Атлас», ООО «Кномикс» и Центр молекулярной онкологии «ОнкоАтлас» (ООО «Онкодиагностика Атлас»).

## История
Компания «Атлас» была основана выпускником МФТИ (специальность «прикладная физика и математика») и МГИМО (специальность в области менеджмента) Сергеем Мусиенко. В 2010—2012 годах Мусиенко работал менеджером проектов в фонде «Наука за продление жизни» с его основателем Михаилом Батиным.
В 2011 году Сергей разработал проект социальной сети для людей, которые могли бы делиться результатами своих ДНК-тестов и там же общаться с врачами. С этим проектом Мусиенко выиграл конкурс «Моя идея для России», объявленный Инновационным центром «Сколково». Победа позволила пройти программу летней стажировки в Университете Сингулярности в Калифорнии. На стажировке Сергей познакомился со студентами, которые позже присоединились к команде «Атласа», вместе они начали работу над прототипом социальной сети. Вскоре от этой идеи отказались, но сделанные наработки легли в основу будущего проекта.

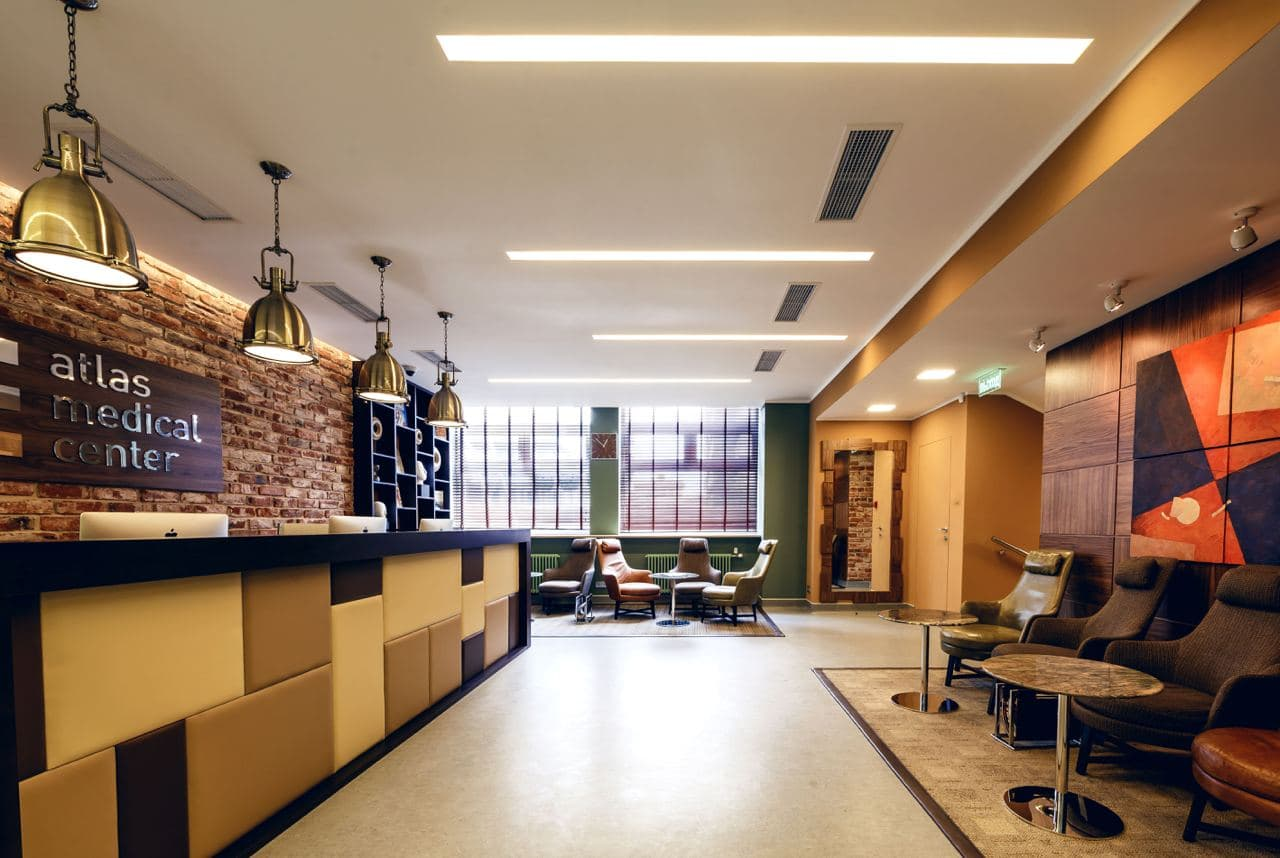
Медицинский центр «Атлас», Москва

В октябре 2013 года Сергей Мусиенко зарегистрировал биомедицинский холдинг «Атлас», в котором на момент основания занял должность генерального директора. В 2014 году на должность медицинского директора, отвечающего за стратегию развития компании, был приглашён врач-эндокринолог, выпускник РНИМУ им. Н. И. Пирогова, сооснователь крупнейшей русскоязычной социальной сети для врачей «Доктор на работе» Андрей Перфильев. Сооснователями компании также стали предприниматель Артём Руди (бывший коммерческий директор холдинга, выпускник ВШЭ по специальности «бизнес-информатика») и биоинформатик Дмитрий Осипенко (научный директор холдинга, разработал системы интерпретации данных пользователей и выстроил работу R&D-отдела). Мусиенко был знаком с Руди с детства, а с Осипенко вместе учился на физтехе. Запуск проекта стал возможен благодаря двум российским частным инвесторам — Станиславу Еникееву и Андрею Дунилову:

К моменту нашей встречи они прошли генетические тесты всех компаний — как российских, так и иностранных, поэтому им была понятна тема… На первую встречу я пришел без понимания, что это будет питч инвестору. У нас был приятель, который рассказал про человека с опытом инвестирования в медицину. Мы с ним встретились, и я представлял ему проект как внешнему эксперту, от которого нужно получить независимую оценку… И только под конец я понял, что он готов вложить деньги в наш проект… Наша первая сделка с инвесторами была нетипичной для России по объёму вложений на такой ранней стадии. Здесь не принято вкладывать существенные суммы на первом этапе, но наш проект был капиталоёмким, требующим инвестиций… И без серьёзного первоначального раунда было невозможно сделать качественный продукт.
— Сергей Мусиенко
Компания занялась продвижением концепции персонализированной медицины в России, основной принцип которой — учёт генетических, физиологических, биохимических и других индивидуальных особенностей пациента при подборе оптимальных диагностических, лечебных и профилактических средств. Основной продукт — генетический тест «Атлас» — был создан по образцу американского стартапа 23andMe. Тест представляет собой ДНК-исследование по образцу слюны.

За полчаса перед процедурой нельзя есть, пить и целоваться. При сдаче анализа надо открыть коробочку с надписью «Генетический тест „Атлас“», извлечь пробирку и пару минут плевать в неё. Закрыть пробирку со слюной специальной крышкой, отдать курьеру и ждать. Примерно через месяц вам пришлют результат теста с 335 показателями здоровья, дадут 40 рекомендаций по питанию и спорту, раскроют десятки индивидуальных качеств, включая происхождение, таланты, структуру волос.
— РБК
При проведении теста изучается индивидуальная для каждого человека часть генома — 750 тысяч пар оснований ДНК. С результатом теста пациент может посетить клинику персонализированной медицины «Атлас», расположенную в Москве и основанную в 2014 году для апробации научных разработок холдинга. На основе результатов теста пользователь может получить консультации специалистов: например, генетиков, терапевтов, эндокринологов.

### Центр молекулярной онкологии «ОнкоАтлас»

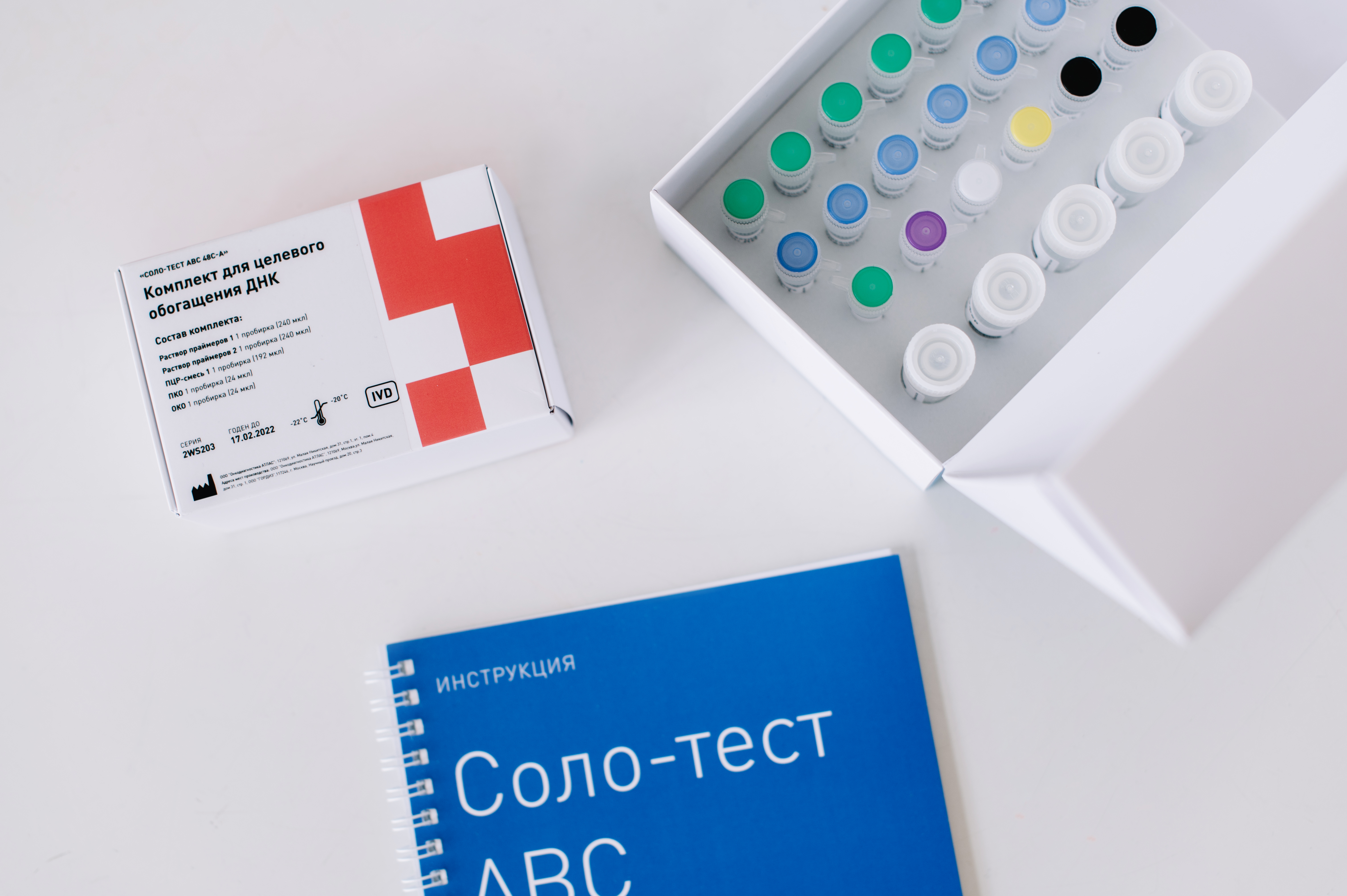
Набор «Соло-тест АВС» — NGS-тест для онкологии

В начале октября 2015 года в состав холдинга «Атлас» вошла компания «Онкодиагностика Атлас» («ОнкоАтлас», бывшая «ЦСБ Геномика»), пионер прецизионной онкологии в России. Сумма инвестиций со стороны «Атласа» не разглашалась, известно лишь, что холдинг получил 70 % «ОнкоАтласа», 30 % остались у основателя компании Владислава Милейко.
Новое подразделение занялось созданием комплексного диагностического сервиса Solo, включающего в себя неинвазивные молекулярные исследования опухоли для подбора индивидуальной терапии, а также информационное сопровождение пациента и лечащего врача. Исследования проводились в сотрудничестве с РОНЦ им. Блохина, Московской городской онкологической больницей № 62 и геномным центром ReadSence в Троицке.
В сентябре 2016 года стали известны подробности будущего сервиса Solo: биомаркерные исследования (NGS-секвенирование, FISH-анализ, иммуногистохимическое исследование), работа лечащего врача в электронном личном кабинете. Эксперты венчурного фонда Primer Capital, инвестировавшего в «ОнкоАтлас» 5 млн рублей, оценили потенциальный рынок данного продукта в 3 млрд рублей.
В результате Центром молекулярной онкологии «ОнкоАтлас» был разработан сервис прецизионной онкологии под брендом Solo: «Solo Риск» для выявления носительства наследственных онкологических синдромов и персонализации программ скрининга для здоровых людей и «Solo Комплекс» — для подбора персонализированной терапии и определения наследственных онкологических синдромов. В марте 2021 года компания вывела на российский рынок первый набор реагентов «Соло-тест ABC» для одновременного выявления мутаций в шести генах в образцах опухолей с помощью NGS-секвенирования. Набор предусматривает проведение анализа 48 образцов. Выход на рынок «Соло-теста ABC», предназначенного для диагностики мутаций в генах BRCA1, BRCA2, ATM, CHEK2, связанных с развитием рака молочной железы и ряда других онкозаболеваний, стал основанием для появления в российской системе обязательного медицинского страхования нового тарифа на NGS-исследование соответствующих генов. С 2020 по 2021 год при помощи этих наборов исследование прошли более чем 3000 пациентов.
«ОнкоАтлас» совместно с Российским обществом клинической онкологии (RUSSCO) и компанией «Мирамедикс» создал первый в России Молекулярный онкологический консилиум в цифровом формате (Molecular Tumor Board), который объединяет российских и иностранных онкологов, биологов и биоинформатиков. Проект позволяет лечащим врачам загружать документы пациентов со сложными случаями онкологических заболеваний для рассмотрения их экспертами с целью подбора оптимальных сценариев лечения.

### Кномикс
В 2016 году холдинг «Атлас» купил 50 % компании «Кномикс», которая занимается исследованием микробиоты кишечника. Сделка состоялась в декабре 2016 года, в результате 50 % ООО «Кномикс» отошло ООО «Атлас», а доли собственников компании уменьшились вдвое: 37,5 % осталось у основателя «Кномикс» Дмитрия Алексеева и 12,5 % у Александра Тяхта. В составе холдинга компания «Кномикс» образовала отдельный R&D департамент.
Незадолго до заключения этой сделки компания «Кномикс» получила от фонда «Сколково» грант в размере 30 млн рублей. Эти средства были направлены на разработку системы анализа метагеномных данных. В рамках выполнения данного гранта была разработана система для обработки данных секвенирования и интерпретации результатов анализа микробиоты кишечника. Это позволило биомедицинскому холдингу «Атлас» создать в 2016 году тест микробиоты. В свою очередь, «Атлас», совместно с лабораторией системной биологии МФТИ, получил грант в размере 15 млн рублей от Министерства образования и науки. Для реализации проекта под названием OhmyGut была запущена краудфандинговая кампания. Участникам кампании предлагалось пройти скрининг микробиоты, таким образом, были собраны не только дополнительные средства на исследования, но и материал для них. В результате было проанализировано несколько тысяч образцов. Созданный тест использует метод метагеномного секвенирования последовательности гена 16S рРНК (секвенаторы — Illumina MiSeq и HiSeq). Пользователь получает информацию о своей кишечной микробиоте: список и процентное соотношение бактерий. По этим данным специальный алгоритм оценивает уровень разнообразия микробиоты и защиты от заболеваний, а также способность бактерий синтезировать витамины. По данным группы «Смарт Консалт», на 2021 год холдинг «Атлас» являлся единственным российским разработчиком теста микробиоты и абсолютным лидером этого рынка в стране.
Другой разработкой компании «Кномикс» является единственная в России и одна из четырёх в мире (по данным на 2021 год) облачная платформа для обработки данных научных проектов и клинических исследований, направленных на изучение микробиоты любой локализации. Данная платформа позволяет интегрировать данные секвенирования микробиоты и любые описательные характеристики образцов, например, данные о состоянии здоровья пациентов, собранные в процессе клинического исследования.
На конец 2021 года компания работает как полнофункциональная контрактно-исследовательская организация (CRO) с фокусом на выполнение клинических исследований и научных проектов с применением технологий изучения микробиоты. На протяжении 6 лет «Кномикс» сотрудничает с гигантами пищевой индустрии, биофармацевтическими компаниями и научными институтами в России и за её пределами.

## Современность

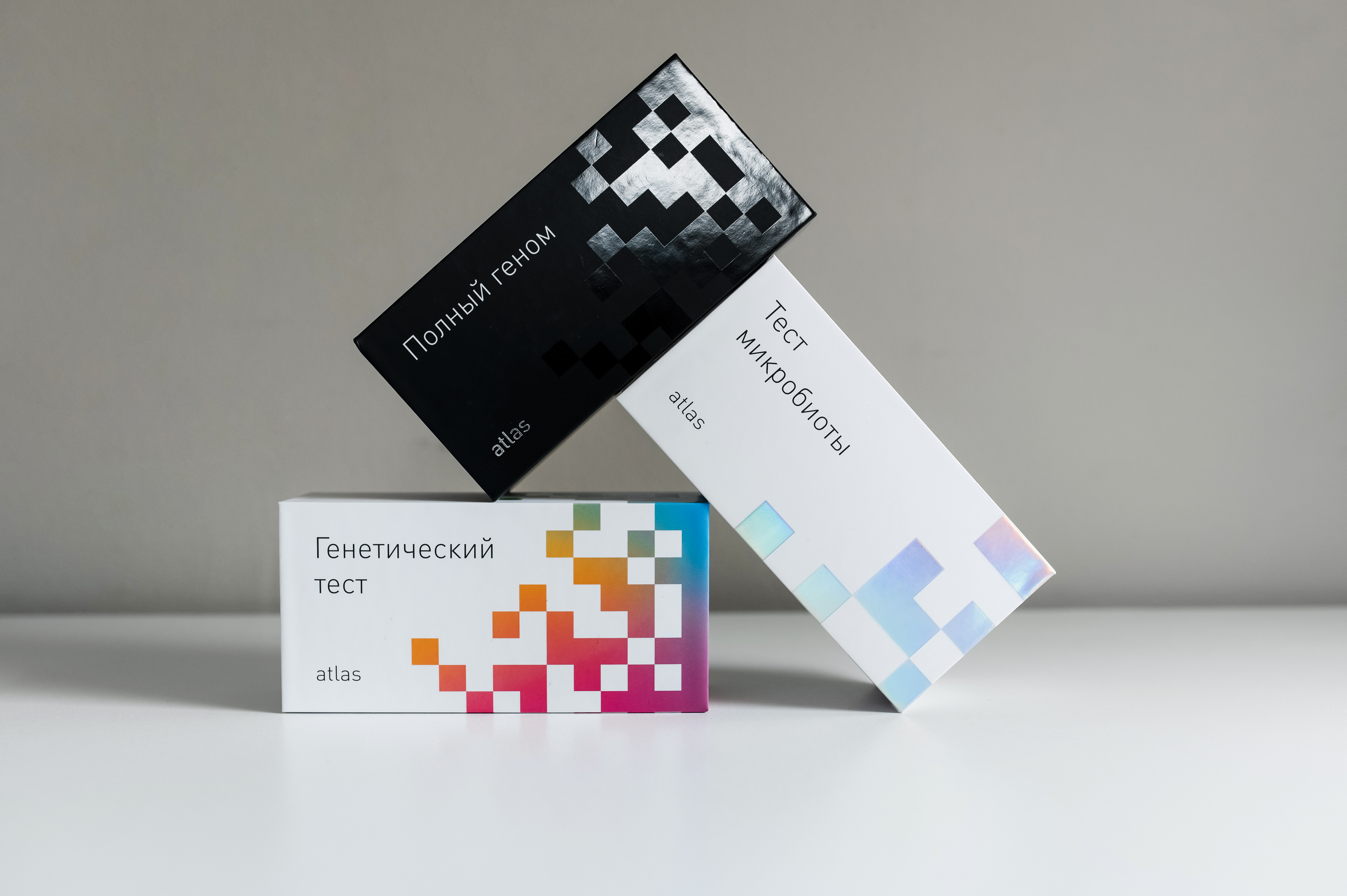
Генетический тест Atlas, «Полный геном» и Тест микробиоты биомедицинского холдинга «Атлас»

За 8 лет проект «Атлас» из стартапа с генетическим тестом вырос в международный холдинг, в котором работают более 120 сотрудников, включая врачей, биоинформатиков и генетиков.
В 2016 году были реализованы планы по выводу компании на международный рынок. Выбор пал на Европу, и в 2017 году головной офис Atlas Biomed Group открылся в Лондоне. В том же году, с разрешения британского регулятора Medicines and Healthcare Products Regulatory Agency (MHRA), «Атлас» начал продажи тестов в Великобритании. Вскоре продажи начались и в странах Европы. Было открыто несколько юридических лиц для деятельности в России и Европе: российская компания проводит анализы и хранит данные пользователей в России, британская компания действует на территории Европы. 

Мы по-прежнему единственная компания, которая делает оба теста: «Генетический тест» и «Генетику микробиоты», и их комбинацию. Такого больше нет ни у кого. Я вижу в этом «силу экосистемы»: если пользователи сделали у нас генотест, то и микробиоту тоже, скорее всего, сдадут у нас, а не в других компаниях. В этом я вижу главное преимущество и главное стратегическое отличие «Атласа» от основных конкурентов.
— Сергей Мусиенко
К началу 2019 года компания привлекла около 8 млн долларов инвестиций от бизнес-ангелов и небольших венчурных фондов. К концу года «Атлас» вывел на российский рынок тест «Полный геном», заявленный охват которого составляет более 95 % ДНК. В тесте содержатся более 600 фактов о здоровье, происхождении, образе жизни, индивидуальной непереносимости лекарств, онкологических рисках, а также советы по физической активности и питанию.
В 2020 году Андрей Перфильев возглавил рейтинг самых успешных предпринимателей России в области BioTech.
В 2021 году холдинг открыл представительство в Японии, создав дочернюю компанию Atlas Japan GK. В том же году было объявлено о расширении сети клиник «Атлас» в Москве — объём инвестиций составил 3 млрд рублей. По данным Smart Ranking за этот год, биомедицинский холдинг «Атлас» вошёл в топ-20 быстрорастущих Medtech-компаний России.
Также в 2021 году биомедицинский холдинг «Атлас» и Российская медицинская академия непрерывного профессионального образования (РМАНПО) заявили о начале разработки образовательных программ по генетике для врачей различных специализаций. Совместный проект позволит медицинским специалистам интерпретировать результаты ДНК-исследований, анализировать данные по фармакогенетике и назначать на их основе релевантную терапию.

## Рейтинги
Ресурс DNA Testing Choice представляет обзоры ДНК-тестов разных производителей, собирает отзывы экспертов и потребителей и на основе нескольких параметров составляет рейтинги тестов в зависимости от их предназначения. Тесты Atlas Biomed занимают высокие итоговые рейтинговые позиции. 
- На конец 2021 года генетический тест «Атлас» («тест на состояние здоровья») занимает в рейтинге 2 место[41].
- Тест на происхождение занимает 4 место в соответствующем рейтинге[42]. Эти два вида тестов входят в число самых популярных среди пользователей ресурса[43].
- Наконец, тест микробиоты от Atlas Biomed также занимает 2 место в рейтинге[44].